# Giovanna Astrua
Giovanna Astrua (Graglia, 2 ottobre 1720 – Torino, 28 ottobre 1757) è stata un soprano italiano.
Per lungo tempo la data di nascita è stata controversa, ma l'atto di battesimo non lascia dubbi. Il documento è datato 3 ottobre 1720: Giovanna nasce il giorno precedente, quarta erede di Giovanni Tommaso Astrua e di Francesca Borrione, esponenti di due delle famiglie più in vista della località biellese.
Le sue qualità come cantante e la fama di cui godeva sono sintetizzate in una lettera di Voltaire:
(Voltaire, lettera da Berlino a Madame Dénis, 26 dicembre 1750)
Più articolato invece il giudizio di Giovanni Battista Mancini:
(Giovanni Battista Mancini, Riflessioni pratiche sul canto figurato, Milano: Galeazzi, 1777, pp. 38-39)

## Biografia
Si perfeziona nel canto a Milano sotto la direzione di Giuseppe Ferdinando Brivio. Il suo esordio è a Torino nel 1737, in alcune repliche di Olimpiade composta dal suo maestro e del Demetrio di Geminiano Giacomelli, cui seguono nel 1738, sempre con parti di secondo piano, Demofoonte ancora di Brivio e La Clemenza di Tito di Giuseppe Arena.
Il primo impegno importante della sua carriera è nel Ciro riconosciuto di Leonardo Leo su libretto di Pietro Metastasio.
In seguito canta in alcuni dei principali teatri italiani; tra questi al Teatro San Samuele di Venezia dove, nel 1739, è protagonista di Creusa, libretto di Urbano Rizzi e musica di Pietro Leone Cardena. L'anno successivo è al Teatro Solerio di Alessandria con il Bajazet di Giovanni Colombi (libretto di Agostino Piovene). La serata registra la presenza di Carlo Emanuele III di Savoia che già aveva ascoltato la Astrua nella Olimpiade di Brivio.
Dal 1741 al 1747 è stabilmente al Teatro San Carlo di Napoli dove partecipa come primadonna a tre/quattro allestimenti l'anno: porta in scena lavori di Leonardo Leo, Leonardo Vinci, Domenico Natale Sarro, Johann Adolph Hasse, Gennaro Manna, Egidio Romualdo Duni, Giuseppe de Majo nonché nel 1746 Ipermestra di Christoph Willibald Gluck.
A Napoli lavora sovente in coppia con Gaetano Majorano detto il Caffarelli. Alla Biblioteca del Conservatorio San Pietro a Majella di Napoli sono conservati due manoscritti. Di entrambi i duetti la Astrua è interprete in coppia con Caffarelli. Il primo è di Leonardo Leo: si tratta del Duetto a' due Canti con Violini dal titolo Ne' giorni tuoi felici tratto dall'opera Olimpiade, per un organico di due soprani, violino primo e secondo, viola e basso continuo. Il secondo è di Leonardo Vinci: Tu vuoi ch'io viva o cara dallo Artaserse, per lo stesso organico.
Dopo il periodo napoletano, la Astrua si trasferisce alla corte di Federico II il Grande dove canta dal 1747 al 1756 con una paga di 6.000 talleri annui. Negli stessi anni lo stipendio di Johann Joachim Quantz, insegnante di musica personale di Federico II, è di 2.000 talleri annui mentre quello di Carl Philipp Emanuel Bach, clavicembalista di corte, è di soli 300.
Nel suo debutto al Castello di Charlottenburg canta tra l'altro un'aria di Quantz, Sembra che il ruscelletto, inserita ne Il Re Pastore, ovvero Serenata fatta per l'arrivo della Regina Madre a Charlottenburgo, di Federico II, lavoro nel quale, oltre alle musiche del Re di Prussia, trovano spazio composizioni di Graun e altre dello stesso Quantz. A Berlino tiene le stesse medie del periodo napoletano, da tre fino a cinque rappresentazioni l'anno (con tutte le relative innumerevoli repliche), cui si aggiungono gli impegni nelle sale e nei salotti reali con la musica dello stesso Federico il Grande.
Tra il 1748 e il 1750 porta in cscena sei nuove opere di Carl Heinrich Graun che dal 1740 è Kapellmeister di Federico II: i libretti di Cinna, L'Europa galante, Ifigenia in Aulide, Angelica e Medoro, Coriolano, Fetonte sono tutti dell'italiano Leopoldo Villati che, nella stesura degli ultimi due, collabora con lo stesso sovrano.
Illustri musicisti tedeschi quali lo stesso Graun e i fratelli Benda, Georg e František, rispettivamente Kammermusiker e violinista e compositore di corte, la indicano come la più prodigiosa cantante del tempo per l'espressività negli adagi, il fine gusto e la virtuosità, per la versatilità del canto che sa con pari efficacia piegare alle dolcezze espressive e agli accenti patetici da un lato, dall'altro ai più acrobatici virtuosismi tipicamente settecenteschi: queste sue caratteristiche inducono Graun a introdurre molte arie di bravura nelle opere scritte per lei.
Nel 1750 è a Torino, espressamente richiesta dalla Casa Reale che la vuole partecipe, insieme al Caffarelli, delle feste per le nozze del duca Vittorio Amedeo III con Maria Antonia Ferdinanda infanta di Spagna.
La Astrua è la protagonista de La vittoria d'Imeneo con musica di Baldassarre Galuppi e libretto di Giuseppe Bartoli. Le scene sono di Bernardino e Fabrizio Galliari di Andorno Micca. Nella stessa occasione canta in Fetonte sulle rive del Po, con musiche del torinese Giovannantonio Giaj e libretto è di Giuseppe Baretti che riprende la leggenda di Eridano e di Fetonte facendo cadere quest'ultimo, come previsto dalla tradizione torinese, nel sito dove oggi sorge la Chiesa della Gran Madre di Dio e dove un tempo si ergeva un tempio pagano.
Soggiorna per tutta la primavera e l'estate in Piemonte, senza accettare altri incarichi oltre a quelli citati, e in autunno ritorna a Berlino. Qui riprende l'attività con i ritmi consueti sia alla Königliches Opernhaus sia al Castello di Charlottenburg. 
Il compositore di punta è ancora sempre Graun, cui solo nel 1754 si aggiunge Johann Friedrich Agricola. Al librettista di corte Leopoldo Villati subentra nel 1752 Giampietro Tagliazucchi, entrambi condizionati dalle pulsioni letterarie di Federico II. Nel 1751 fa la sua comparsa come scenografo Giuseppe Galli da Bibbiena e, un paio d'anni dopo, vi è la visita di Bernardino Galliari che, più in là nel tempo, lavorerà per la corte prussiana.
Tra le tante opere di Agricola e di Graun portate in scena, le più rilevanti, e che riscuotono un grandissimo successo, sono Il tempio d'amore del primo e Montezuma del secondo.
Il 27 marzo 1756 alla Königliches Opernhaus vi è la prima di Merope: musica di Graun, libretto di Federico II e Tagliazucchi, scene del Bibbiena. È l'ultima rappresentazione cui partecipa. Infatti, incomincia a perdere la voce e rientra a Torino.
Giovanna Astrua, allenata (come scrive Mancini) «a sorpassare qualunque difficoltà», non riesce a vincere la battaglia finale: muore infatti di tubercolosi, trentasettenne, il 28 ottobre 1757, nella capitale sabauda.